# Камень (Вейгеровський повіт)
Камень (пол. Kamień) — село в Польщі, у гміні Шемуд Вейгеровського повіту Поморського воєводства.
Населення — 609 осіб (2011).
У 1975—1998 роках село належало до Гданського воєводства.

## Демографія
Демографічна структура станом на 31 березня 2011 року:
|          | Загалом | Допрацездатний вік | Працездатний вік | Постпрацездатний вік |
| -------- | ------- | ------------------ | ---------------- | -------------------- |
| Чоловіки | 318     | 83                 | 210              | 25                   |
| Жінки    | 291     | 78                 | 168              | 45                   |
| Разом    | 609     | 161                | 378              | 70                   |